# IC 4097
IC 4097 је појединачна звијезда у сазвјежђу Ловачки пси која се налази на листи објеката дубоког неба у Индекс каталогу.
Деклинација објекта је + 36° 36' 18" а ректасцензија 13h 2m 5,1s.